# Noaptea Yaldā
Noaptea Yaldā
Šab-e Yaldā, Šab-e Čelleh, Yaldā sau Čella (în persană: شب یالدا/شب چله) este considerată una dintre cele mai importante sărbători persane care celebrează solstițiul de iarnă. A fost inclusă în calendarul oficial al vechilor perși în timpul lui Darius I în 502 î.Hr. Se sărbătorește anual pe data de 20/21 decembrie în calendarul gregorian. În calendarul solar iranian acest festival este sărbătorit de la apusul soarelui în a 30-a zi a lunii Azar (în persană:آذر )(a 9-a lună a calendarului persan și ultima zi de toamnă) până la răsăritul soarelui în prima zi a lunii a 10-a Dey (în persană:دی) din calendarul solar iranian. 
Acest festival se sărbătorește în Iran și în alte regiuni cu influențe iraniene cum ar fi: Azerbaijan, Sudul Kurdistanului, Afganistan, Pakistan, Turcia și Tadjikistan. 
A fost introdus în anul 2022 în „Patrimoniul cultural imaterial al umanității” al UNESCO.

## Simbolistica numelui
Această noapte a fost numită Yaldā, ceea ce înseamnă renaștere (a soarelui), deoarece ideea din spatele sărbătorii a fost aceea de a onora triumful luminii asupra întunericului.
Yaldā este derivat din cuvântul siriac ܝܠܕܐ care înseamnă naștere. Conform dicționarului Dehkhoda, Yaldā este un cuvânt siriac care înseamnă naștere, iar oamenii au asociat noaptea Yaldā cu Nașterea Domnului”. Numele festivalului, Yaldā, este în cele din urmă un împrumut de la creștinii vorbitori de siriacă. În secolele I și III, creștinii estici au fugit în Iran căutând adăpost de persecuția religioasă. Prin intermediul lor, iranienii au intrat în contact cu limba și obiceiurile lor. Printre aceste obiceiuri a fost sărbătorirea nașterii lui Isus Hristos, pe care ei o numeau Yaldā.
În context religios, Yaldā, este numele propriu creștin siriac pentru Crăciun, deoarece a căzut la nouă luni după Buna Vestire și a fost sărbătorită în ajunul solstițiului de iarnă.
Faptul că iranienii sărbătoresc solstițiul de iarnă, iar creștinii sirieni sărbătoresc în același timp nașterea lui Isus Hristos, cuvântul Yaldā a devenit cunoscut printre iranieni și au început să-și numească sărbătoarea Yaldā  în timp ce întâmpinau obiceiurile și ceremoniile creștinilor sirieni.
Čehel (în persană: چهل) înseamnă patruzeci în persană și pentru că această noapte reprezintă deschiderea celor patruzeci de zile ale iernii de trei luni, este numită și Šab-e Čelleh. Iranienii au împărțit anotimpurile într-o perioadă de patruzeci de zile numită Čelleh. Există trei čelleh, una vara și două iarna.
În vremea mitraismului si zoroastrianismului,  sărbătoarea se numea Šab-e Čelleh, adică „Noaptea celor patruzeci de zile”.
Prin cuvântul čelleh , sau čelleh-e bozorg (în persană: چله بزرگ),  dorea să se indice faptul că următoarele zile ce se vor succeda nopții de Yaldā vor reprezenta patruzeci de zile de iarnă grea, căci,  în mod oficial, pentru iranieni, iarna începe cu  noaptea de Yaldā.
După perioada čelleh-e bozorg urmează perioada čelleh-e kočak (în persană:چله کوچک), adică patruzeci de zile de iarnă ușoară, perioadă în care iarna se apropie de final.
Prima čelleh este vara, iar celelalte sunt iarna.
Čelleh-e bozorg începe din prima zi a lui Dey  până la 11 Bahman, urmată de perioada čelleh-e kočak, care începe de la 10-13 Bahman până la 30 Bahman, conține douăzeci de nopți și zile adăugate pentru a crea a doua perioadă de patruzeci de zile a micului Čelleh.
Alte nume ale acestei nopți:
- (Centrul Iranului): Šab-e Yaldā, Jašn-e Yaldā, Šab-e Čelle
- (Nordul Iranului): Šow Čelle
- (Nord-Vestul Iranului): Čilla Gejasi, Čelle Gijasi
- (Vestul Iranului): Šew vi Yeldā
- (Sud și Sud-Vestul Iranului): Šo-e Čelle, Šo-e Yeldā
- (Sud-Estul, Estul și Nord Estul Iranului): Šaw-e Čelle, Šab-e Yaldā[6]

## Istorie
„Noaptea Yaldā” a fost una dintre nopțile sfinte din Iranul antic, inclusă în calendarul oficial al iranienilor antici din 502 î.Hr. în timpul lui Darius I. Zilele și activitățile lor de lucru erau dependente de ritmuri naturale: rotația soarelui, schimbarea anotimpurilor, scurtarea zilei și a nopții, direcția, mișcarea și poziția stelelor.
Oamenii din cele mai vechi timpuri, inclusiv triburile ariene din India, Iran și Europa, au observat că cele mai scurte zile sunt ultimele zile de toamnă și imediat după prima noapte de iarnă zilele se mai lungesc treptat, iar nopțile devin mai scurte, așa că au numit această noapte nașterea Soarelui și au considerat-o drept începutul anului. 
Termenul original Avestan și al persanei vechi pentru această festivitate nu este cunoscut, dar se presupune că în partă și în persana medie era cunoscută sub numele de Zāīšn (persană زایشن) (zāyīšn-i mithr/mihr – nașterea lui Mithra). Sărbătoarea a fost adusă pe platoul iranian de către migranții arieni (iranieni) pe la mijlocul mileniului al II-lea î.Hr., dar data inițială a sărbătoririi ar putea ajunge chiar până în epoca pre-Zoroastriană, în jurul mileniului 3-4 î.Hr. 
Noaptea Yaldā este cunoscută și ca noaptea nașterii lui Mithra. Mitraismul a predominat în Iran înaintea religiei zoroastriene. Acest ritual se baza pe venerarea lui Mitra. Se înălțau rugăciuni către Mithra și se pregăteau mese festive în onoarea lui deoarece el este îngerul protector al „luminii de dimineață” cunoscută sub numele de „Havangah” (în persană: هاونگاه).

## Tradiții
Oamenii vremii credeau că soarele și lumina reprezentau simboluri ale lui Dumnezeu, în timp ce întunericul reprezenta răul pe Pământ.
Prin urmare, zilele mai lungi însemnau că Dumnezeu a triumfat asupra răului, ele devenind mai lungi și nopțile mai scurte motiv pentru care, în zilele noastre, oamenii sărbătoresc acest triumf. În ciuda faptului că următoarele 40 de zile după Noaptea Yaldā sunt din punct de vedere tehnic cele mai reci și mai dure din an, însă, această noapte simbolizează speranța venirii zilelor mai calde și mai lungi de primăvară și vară care vor veni inevitabil pe măsură ce Soarele va recuceri ziua de la Întuneric. În această noapte, membrii familiei se reunesc (cel mai adesea în casa celui mai vârstnic membru) și rămân treji toată noaptea deoarece se crede că rămânând treaz, te poate ajuta la alungarea spiritelor rele și a ghinionului.
Se obișnuiește ca în această noapte, familiile iraniene să se adune în jurul Korsi (o masă mică în formă de pătrat), pentru a mânca diferite fructe cum ar fi: rodii, pepeni, struguri, mere, pere, pepene galben și altele. În această noapte, cel mai în vârstă membru al familiei spune rugăciuni, mulțumind lui Dumnezeu pentru binecuvântările din anul precedent și se roagă pentru prosperitate în anul care vine. Apoi taie pepenele verde și dă fiecăruia o felie. Tăierea pepenelui simbolizează îndepărtarea bolii și a durerii din familie. Oamenii consumă aceste fructe în speranța că vor avea un sezon fructuos de primăvară și vară . Se servesc și nuci proaspete și uscate, o nucă plină va fi simbolul unui an nou fericit . Diverse preparate, de-obicei originare din orașul sau satul respectiv sunt de asemenea servite în această noapte. 
Rodia, alături de pepenele verde, sunt cele mai importante fructe ale nopții Yalda.
Rodia
Rodiile (în persană:انار) sunt deosebit de importante deoarece se crede că simbolizează nașterea, renașterea și ciclul vieții. Capacul lor exterior dur reprezintă „răsăritul” sau „nașterea”, în timp ce semințele roșii aprinse și delicioasele din interior sunt „strălucirea vieții”. Acest fruct este un simbol al fericirii, binecuvântării și nașterii.
În fiecare toamnă, mulți cultivatori de rodii din Iran organizează festivaluri pentru a sărbători sezonul recoltei și  pentru a-I mulțumi lui Dumnezeu. Alături de struguri și smochin, rodia a jucat un rol important în tot Orientul încă din cele mai vechi timpuri.
Vechii iranieni credeau că rodia era un semn de fertilitate datorită semințelor sale abundente.  Este un pilon înalt al festivităților din Noaptea Yaldā. Se spune ca prezența rodiilor simbolizează binecuvântări pentru o nouă viață.
Rodia a fost mult timp unul dintre ingredientele esențiale pentru ca bucătăria persană să aducă un fel de echilibru, gust și aromă.
Pepenele verde
Mitul străvechi este că consumul de pepene verde (în persană: هندوانه) în această noapte îl va face pe cel care îl consuma imun la vremea rece de iarnă, precum și la căldura verii următoare. Pe vremuri, pepenii verzi erau îngropați sub ramuri și frunze într-un loc rece pentru a-i păstra proaspeți până în noaptea Yaldā. În unele părți ale Iranului, familia al cărui fiu urmează să fie mire, trimite un pepene verde bine decorat împreună cu diferite fructe proaspete și uscate, precum și cadouri și bijuterii la casa viitoarei sale mirese. 
Culoarea verde a acestui fruct era considerată un simbol al procesului vieții pe pământ, sau culoarea roșie era considerată un simbol al iubirii, fericirii, prieteniei și conviețuirii, rezultat al prosperității. Semințele de pepene verde sunt considerate un simbol al fertilității.

În timp ce mănâncă, oamenii joacă jocuri tradiționale iraniene, cum ar fi șah, table și altele.
O altă tradiție cutumă a acestei nopți este recitarea din Šāhnāmeh (în persană: شاهنامه) și din Divanul lui Hafez ( în persană:دیوان حافظ).
Există și obiceiul numit Fāl-e-Hafez (persană:  فال حافظ) care folosește Divanul lui Hafez pentru un tip de ghicire. Mulți iranieni cred ca Hafez răspunde înapoi dacă ii pui o întrebare din suflet sau dacă îți doresti ceva. Conform obiceiului, oamenii își pun o dorință și deschid Divanul lui Hafez la o pagină aleatorie. Apoi, citesc poezia lui Hafez de pe acea pagină și o interpretează pentru a vedea dacă dorința lor se va îndeplini.